# 花乃まりあ
花乃 まりあ（かの まりあ、1992年10月12日 - ）は、日本の女優。元宝塚歌劇団花組トップ娘役。
東京都多摩市、恵泉女学園中学校出身。身長163cm。血液型O型。愛称は「かのちゃん」。

## 来歴
2008年、宝塚音楽学校入学。
2010年、宝塚歌劇団に96期生として入団。入団時の成績は19番。月組公演「THE SCARLET PIMPERNEL」で初舞台。その後、宙組に配属。
可憐な容姿と豊かな表現力で入団当初から注目を集め、2012年、凰稀かなめ・実咲凜音トップコンビ大劇場お披露目となる「銀河英雄伝説@TAKARAZUKA」で、新人公演初ヒロイン。
2013年の「モンテ・クリスト伯」で2度目の新人公演ヒロイン。続く「the WILD Meets the WILD」でバウホール公演初ヒロイン。続く「風と共に去りぬ」で3度目の新人公演ヒロイン。
2014年3月1日付で花組へと組替え。同年、蘭乃はな退団公演となる「エリザベート」で4度目の新人公演ヒロイン。同年11月17日付で花組トップ娘役に就任。明日海りおの2人目の相手役として、翌年の「カリスタの海に抱かれて／宝塚幻想曲」で新トップコンビ大劇場お披露目。
2017年2月5日、「雪華抄／金色の砂漠」東京公演千秋楽をもって、宝塚歌劇団を退団。
退団後は2018年の「越路吹雪物語」（テレビ朝日系）で、テレビドラマに初出演。宝塚OGでもある淡島千景役で本格女優デビュー。また同時期に退団した同期で元雪組トップ娘役・咲妃みゆと、初舞台以来となる共演を果たした。
2019年より情報番組「ZIP!」（日本テレビ系）で、特集コーナーの担当リポーターを務めるなど、活躍の幅を広げている。
2021年に一般男性と結婚したことを報告。
2024年には第1子の妊娠を発表した。

## 人物
パッチリした瞳の癒やし系美女として注目を集め、そのルックスからファンの間では「宝塚の綾瀬はるか」と呼ばれた。

## 宝塚歌劇団時代の主な舞台

### 初舞台
- 2010年4 - 5月、月組『THE SCARLET PIMPERNEL（スカーレット ピンパーネル）』（宝塚大劇場のみ）[6][3]

### 宙組時代
- 2010年11 - 2011年1月、『誰がために鐘は鳴る』
- 2011年5 - 8月、『美しき生涯』『ルナロッサ』
- 2011年10 - 12月、『クラシコ・イタリアーノ』 - 新人公演：シルヴィア・ロッシ（本役：すみれ乃麗）『NICE GUY!!』
- 2012年1 - 2月、『ロバート・キャパ 魂の記録』（バウホール・日本青年館） - エンマ
- 2012年4 - 7月、『華やかなりし日々』 - 新人公演：ポーラ・オースティン（本役：すみれ乃麗）『クライマックス』
- 2012年8 - 11月、『銀河英雄伝説@TAKARAZUKA』 - 新人公演：ヒルデガルド・フォン・マリーンドルフ（ヒルダ）（本役：実咲凜音） 新人公演初ヒロイン[7][5][6][3]
- 2013年1月、『銀河英雄伝説@TAKARAZUKA』（博多座） - ユリアン[6]
- 2013年3 - 6月、『モンテ・クリスト伯』 - 新人公演：メルセデス（本役：実咲凜音）『Amour de 99!!-99年の愛-』 新人公演ヒロイン[7][6]
- 2013年7 - 8月、『the WILD Meets the WILD』（バウホール） - エマ・トゥワイニング バウ初ヒロイン[6]
- 2013年9 - 12月、『風と共に去りぬ』 - 令嬢、新人公演：スカーレット（本役：朝夏まなと／七海ひろき） 新人公演ヒロイン[7][10][6][3]
- 2014年2月、『ロバート・キャパ 魂の記録』 - エンマ『シトラスの風II』（中日劇場）

### 花組時代
- 2014年6月、『ベルサイユのばら-フェルゼンとマリー・アントワネット編-』（中日劇場） - ロザリー／小公女[6]
- 2014年8 - 11月、『エリザベート-愛と死の輪舞（ロンド）-』 - 女官、新人公演：エリザベート（本役：蘭乃はな） 新人公演ヒロイン、初エトワール[10][6][9][3]

### 花組トップ娘役時代
- 2015年1月、『Ernest in Love』（東京国際フォーラム） - グウェンドレン・フェアファックス トップお披露目公演[6][3]
- 2015年3 - 6月、『カリスタの海に抱かれて』 - アリシア・グランディー、新人公演：バルドー夫人（本役：梅咲衣舞）『宝塚幻想曲（タカラヅカ ファンタジア）』 大劇場トップお披露目公演[6][3]
- 2015年7 - 8月、『ベルサイユのばら-フェルゼンとマリー・アントワネット編-』 - マリー・アントワネット『宝塚幻想曲（タカラヅカ ファンタジア）』（梅田芸術劇場・台北国家戯劇院）[10][6][9]
- 2015年10 - 11月、『新源氏物語』 - 藤壺の女御、新人公演：弘徽殿の女御（本役：京三紗）『Melodia-熱く美しき旋律-』（宝塚大劇場）[10][6][3]
- 2015年11 - 12月、『新源氏物語』 - 藤壺の女御、新人公演：中務の君（本役：鞠花ゆめ）『Melodia-熱く美しき旋律-』（東京宝塚劇場）[10][6]
- 2016年2 - 3月、『Ernest in Love』（梅田芸術劇場・中日劇場） - グウェンドレン・フェアファックス[6]
- 2016年4 - 7月、『ME AND MY GIRL』 - サリー・スミス[10][6][9][3]
- 2016年9月、『仮面のロマネスク』 - フランソワーズ・メルトゥイユ侯爵夫人『Melodia-熱く美しき旋律-』（全国ツアー）[6]
- 2016年11 - 2017年2月、『雪華抄（せっかしょう）』『金色（こんじき）の砂漠』 - タルハーミネ 退団公演、エトワール[5][10][6][9][3]

### 出演イベント
- 2014年12月、タカラヅカスペシャル2014『Thank you for 100 years』
- 2015年9月、第53回『宝塚舞踊会』[12]
- 2016年4月、『ME AND MY GIRL』前夜祭
- 2016年12月、タカラヅカスペシャル2016『Music Succession to Next』

## 宝塚歌劇団退団後の主な活動

### 舞台
- 2018年10 - 11月、『二十日鼠と人間』（東京グローブ座・森ノ宮ピロティホール） - カーリーの妻[10]
- 2019年7 - 8月、『フローズン・ビーチ』（全国公演） - 愛／萌[10]
- 2020年3月、『グッバイ・チャーリー』（博品館劇場） - ジェニファー
- 2020年9 - 10月、『Gang Showman』（シアタークリエ） - パトリシア[13]
- 2020年11月、『ELF The Musical』（新国立劇場） - デビー[14]
- 2021年4月、『エリザベート TAKARAZUKA25周年スペシャル・ガラ・コンサート』（東急シアターオーブ） - エリザベート[15][9]
- 2021年6 - 7月、『The Last 5 Years』（オルタナティブシアター・TTホール） - キャシー[9]
- 2022年2月、『恋のすべて』（東京建物 Brillia HALL） - コニー[16]
- 2022年4 - 5月、『The Parlor』（よみうり大手町ホール・兵庫県立芸術文化センター） - 草笛灯／円山千里[17]
- 2022年8 - 9月、『8人の女たち』（サンシャイン劇場・ドラマシティ）[18]
- 2022年12月、『イヴの時間』（博品館劇場）[19]
- 2023年4 - 5月、『ザ・ミュージック・マン』（日生劇場・御園座・梅田芸術劇場・マリナート・博多座） - マリアン・パルー[20]
- 2023年8 - 9月、『SHINE SHOW!』（シアタークリエ） - 琴浦あかね[21]
- 2025年4 - 5月、『フランケンシュタイン』（東京建物 Brillia HALL・愛知県芸術劇場・水戸市民会館・神戸国際会館） - ジュリア／カトリーヌ[22]
- 2025年8月、『コレット』（日本青年館・梅田芸術劇場）[23]
- 2025年9月、ルネサンス音楽劇『ハムレット』（新国立劇場・先斗町歌舞練場） - オフィーリア[24]

### ドラマ
- 2018年2月、テレビ朝日系『越路吹雪物語』第22 - 29話 - 中川慶子[5][10]
- 2018年2月、日本テレビ系『もみ消して冬〜わが家の問題なかったことに〜』第5・7話 - 水上ルイーザ
- 2018年4 - 6月、テレビ東京系『執事 西園寺の名推理』 - 水城希
- 2019年4 - 6月、テレビ東京系『執事 西園寺の名推理2』第6 - 最終話 - 水城希
- 2019年12月、フジテレビ系『悪魔の手毬唄〜金田一耕助、ふたたび〜』

### 情報番組
- 2019年4月 - 2024年3月末[25]、2024年10月 - 日本テレビ系『ZIP!』 - 特集コーナー担当リポーター[10]

### 吹き替え
- 2023年、『北極百貨店のコンシェルジュさん』 - クジャク彼女[26]

## 受賞歴
- 2016年、『阪急すみれ会パンジー賞』 - 娘役賞[27]